# 印度-尼泊爾友好條約

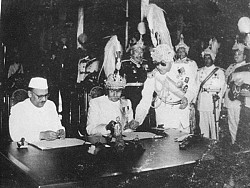
印度-尼泊爾友好條約簽署

印度-尼泊爾友好條約（英語：Treaty of Peace and Friendship Between The Government of India and The Government of Nepal），是尼泊爾與印度兩個南亞國家之間建立緊密戰略關係的雙邊條約。
該條約於1950年7月31日在加德滿都簽署，由尼泊爾最後一位拉納家族首相莫漢·蘇姆謝爾·江格·巴哈杜爾·拉納和印度駐尼泊爾大使查德雷瓦·納拉揚·辛格簽署，“條約”第9條在當天生效。尼泊爾的拉納家族統治在條約簽署後僅3個月結束。條約允許兩國人民和貨物自由流動，並在國防和外交政策方面進行密切的合作關係。印度和尼泊爾根據條約規定加強了軍事和情報合作。
条约有十條條款，規定了兩國之間永久的和平友好，兩國政府相互承諾承認和尊重彼此的完全主權、領土完整和獨立。按照第六條和第七條的規定，兩國政府同意以對等方式向另一個國家的國民提供在居住地，財產所有權，參與貿易，商業各方面享有同樣的特權。這使得尼泊爾和印度公民無障礙自由移居，或在任何一個國家開展貿易或商業活動。大量印度人在尼泊爾工作，擁有財產或做生意，相反地，也有許多尼泊爾人在印度自由生活，擁有財產和經營生意。
尼泊爾國王頒布了1952年“公民法”，允許印度移民到尼泊爾並獲得尼泊爾公民身份。但隨著越來越多從比哈爾邦來的印度移民開始獲得尼泊爾公民身份，大多數尼泊爾人對這一規定感到不滿。

## 背景
喜馬拉雅國家尼泊爾的南部，東部和西部與印度北部接壤。英國在印度統治時，尼泊爾與英國政府的關係受到1816年苏高利条约的管轄，後被1932年永久和平友誼條約所取代。二十世紀四十年代印度獨立後，兩國力圖形成密切的戰略，商業和文化關係。1949年共產黨中國的崛起和隨後的昌都戰役加劇了印度和尼泊爾的安全關切。印度與西藏保持著良好的關係，尼泊爾的拉納統治者擔心中國將支持尼泊爾共產黨，贊助共產主義革命推翻其專制政權。隨著對中國的安全威脅的擔憂越來越大，印度也試圖增加尼泊爾，錫金和不丹的力量和影響力，力圖通過建立聯盟來加強印度在“喜馬拉雅邊疆”的防務和外交事務上的影響力。

## 批評
很多尼泊爾人认为这是不平等条约，因為尼泊爾法律不允許開放邊界。根據法律，印度人不應該在尼泊爾購買土地和財產，或以他們的名義進行商業活動。帕哈里地區的尼泊尔人尤其反感这个条约，認為是侵犯尼泊爾主權。